# Angela Motter
Angela Motter – amerykańska gitarzystka folk-rockowa związana ze sceną muzyczną LGBT.
Swoje pierwsze piosenki pisała już w wieku dziesięciu lat. Inauguracyjny koncert dała w wieku lat piętnastu. Później odebrała staranne wykształcenie muzyczne z zakresu gry na gitarze klasycznej na Uniwersytecie Stanowym Georgii. Studia ukończyła w roku 1985.
Wydała zaledwie dwie płyty, które zostały momentalnie obsypane nagrodami. Krążek Pleasure and Pain otrzymał dwie nominacje do nagrody GLAMA, z czego jedna nominacja zaowocowała nagrodą za najlepsze nagranie dla piosenki Angeli „My Mama Told Me”. Motter od zawsze była silnie związana ze sceną muzyczną mniejszości seksualnych w Atlancie, czego dowodzi jej występ na festiwalu Atlanta Pride 2000. Artystka dzieliła też scenę z takimi lesbijskimi ikonami jak Sandra Bernhard, Melissa Ferrick czy Indigo Girls. Jej muzyka to alternatywny folk-rock, choć można się w nim doszukać także inspiracji jazzem, funkiem i bluesem. Jej popowo-jazzowa piosenka „Secret Lover” znalazła się na jazzowej składance – Best of the Jazz Flavours Cats IV.
Motter posiada dość nietypowy zbiór zainteresowań – uprawia podnoszenie ciężarów, atletykę, jeździ na rowerze, medytuje. Od lat przykuwa także uwagę charakterystycznym wizerunkiem scenicznym – posiada męską, muskularną budowę ciała. W późnych latach osiemdziesiątych ujawniła się jako osoba homoseksualna.